# 平川观音寺
平川观音寺，位于中国云南省大理白族自治州宾川县平川镇东北盘谷村委会新生邑村以东的平川河岸边，是宾川县内保存较为完好的古建筑群，现属于云南省级文物保护单位。

## 历史
根据寺内的《赤石岩观音寺碑记》载，明万历元年（1573年）云南巡抚邹应龙平定铁索彝族叛乱后，路经此地，用所剩军需在此修建寺宇。明末清初毁于战乱。乾隆三十八年（1773年）重修，建起了大殿和禅房。清末杜文秀起义时期，起义军将领杨荣驻扎平川，对观音寺进行了整修，在大殿后增修了玉皇阁。民国十九年（1930年）云南宪兵司令平川人杨如轩回乡省亲，捐资在观音寺前修建了戏台和观棚，于民国二十三年（1934年）建成，至此基本形成现在的规模。

## 现状
整个观音寺为三级四进中轴式建筑，总占地面积4000多平方米，分为东西两院，1959年平川河改道由两院中间的放生池穿过，次年洪水泛滥冲毁放生池及双孔石拱桥，后经两次重修，现以单孔石拱桥相连。
西园现存戏台和观棚，戏台坐西向东，平面呈凸字形，为单檐歇抬梁式木建筑，观棚为五开间单檐硬山顶建筑。观棚现作为平川的文化活动室，是当地文化活动中心。
东院现存山门、大殿、南厢房、弥勒殿、玉皇阁等建筑。山门（信息框配图）正面为牌楼式重檐歇山顶，背面为韦陀殿，系单檐歇山顶木构建筑。进山门顺石台阶而上是大殿，大殿坐东向西，为三开间单檐歇山式建筑，大殿北面为三方组成一院的禅院，东院目前仍然作为宗教场所使用。
平川观音寺是宾川县建筑时代较早，保存最为完好，建筑规模较大的古建筑群，是研究清代至民国时期大理地区宗教建筑具有较高价值。2019年公布为云南省级文物保护单位。

## 图片

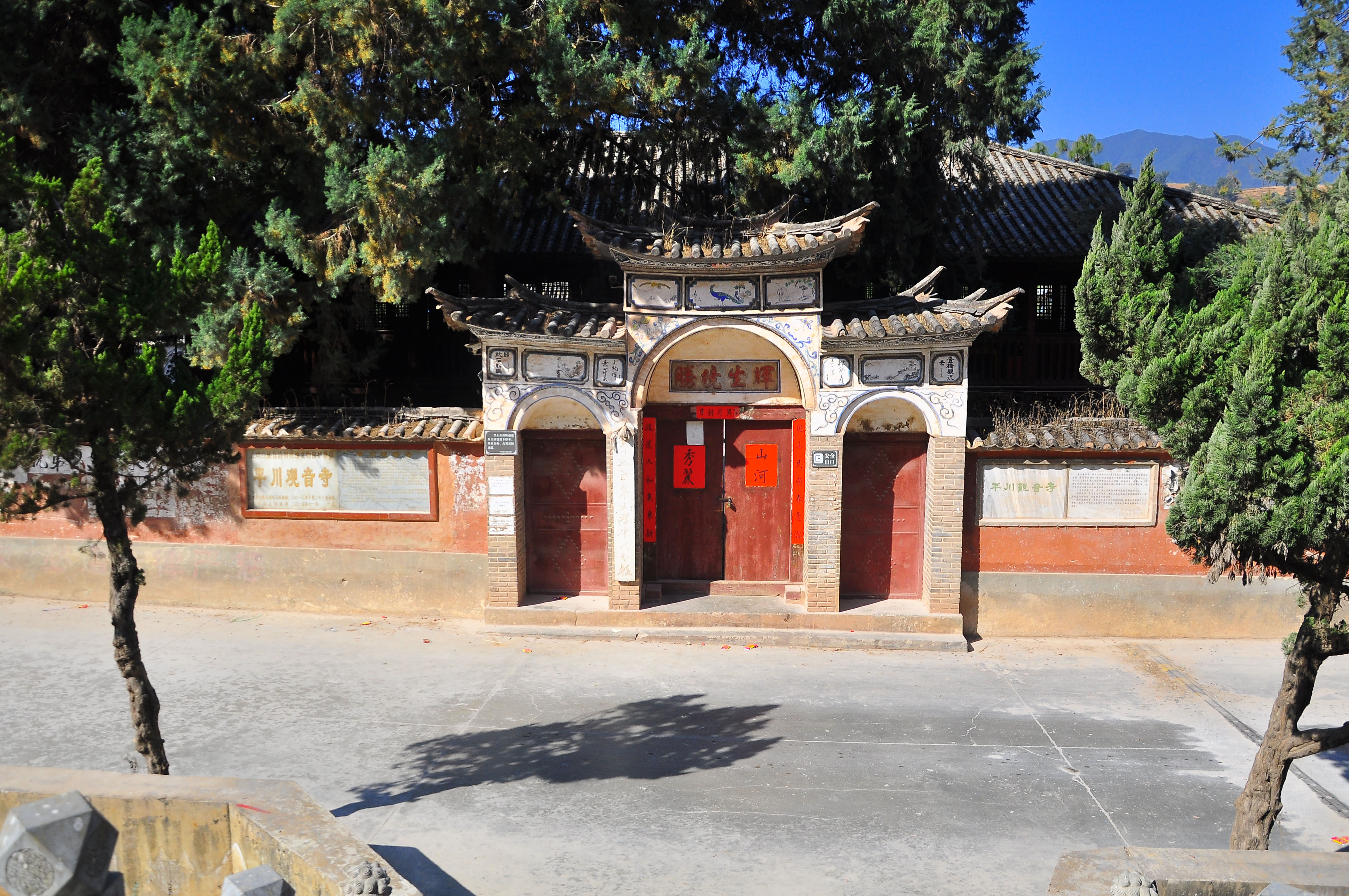
西院
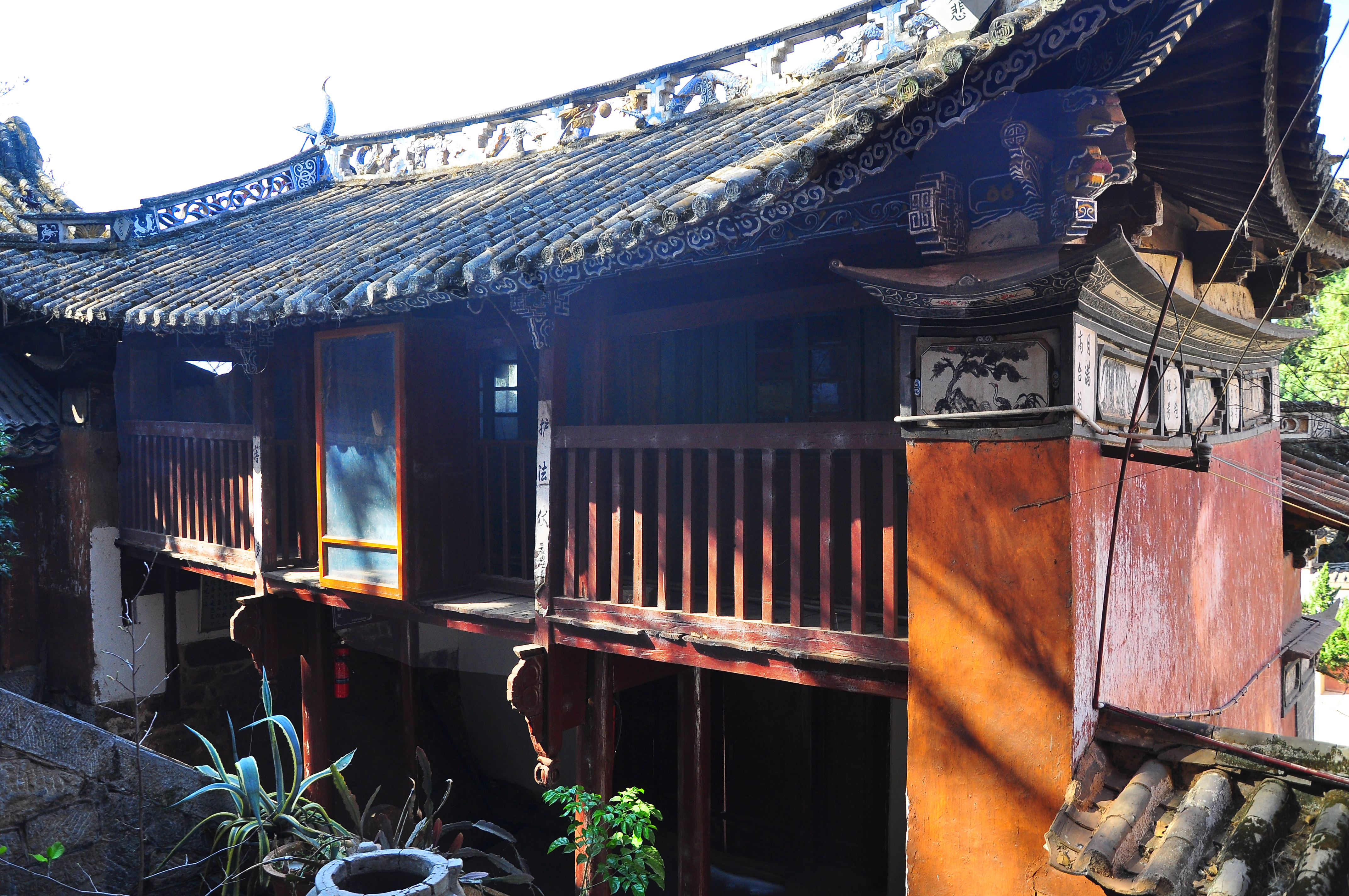
东院山门背面
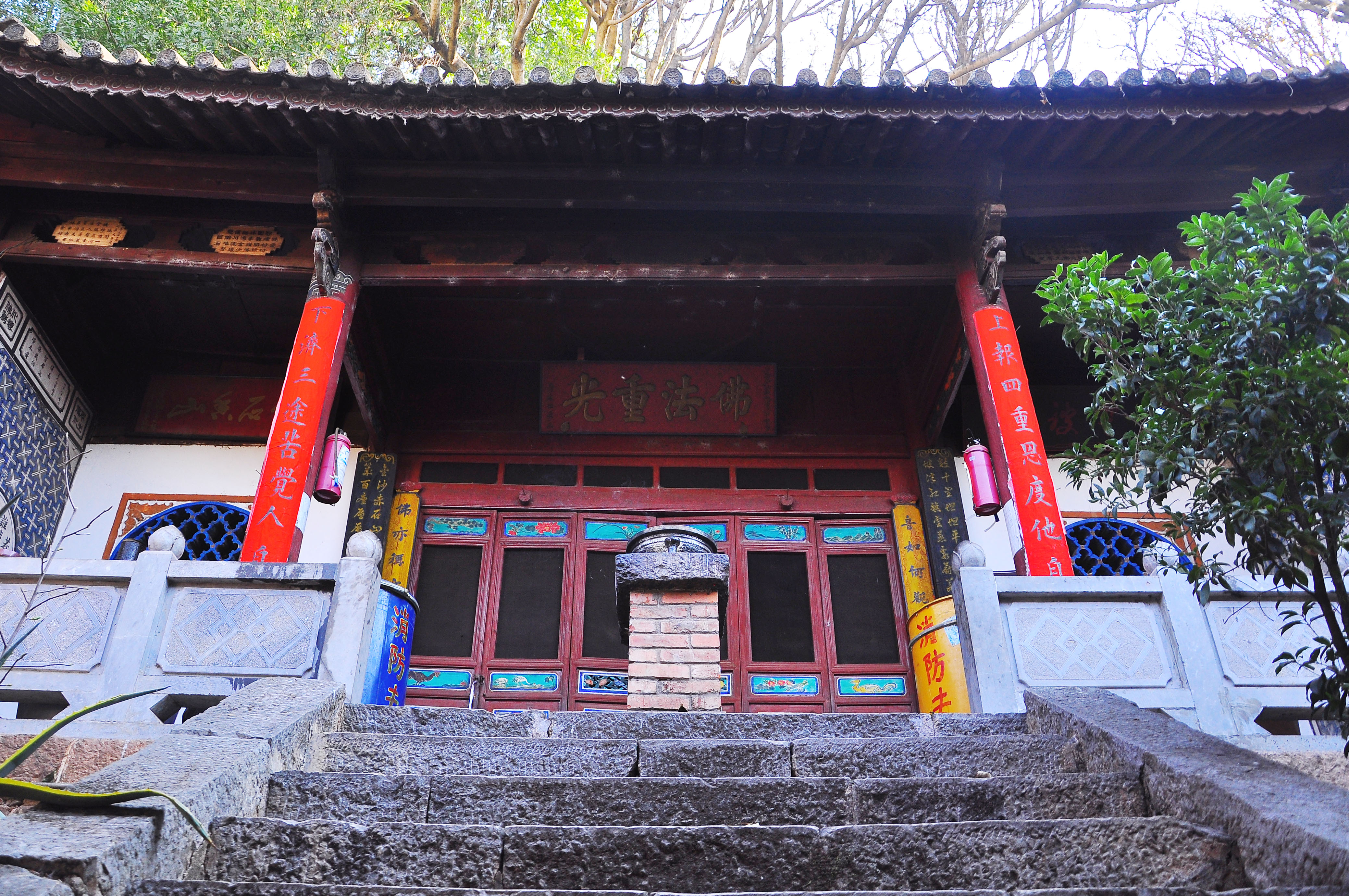
东院大殿
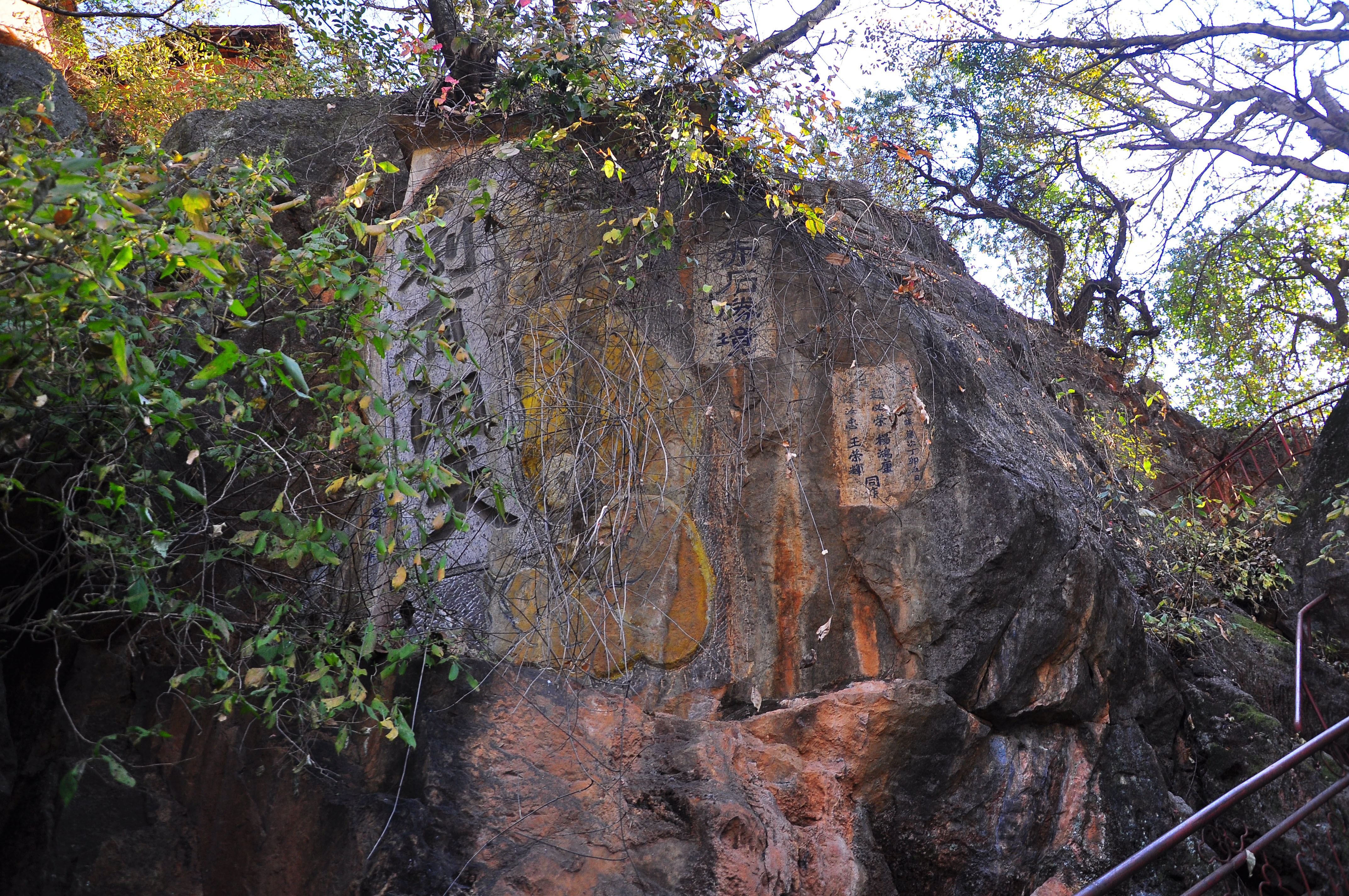
东院内的摩崖石刻
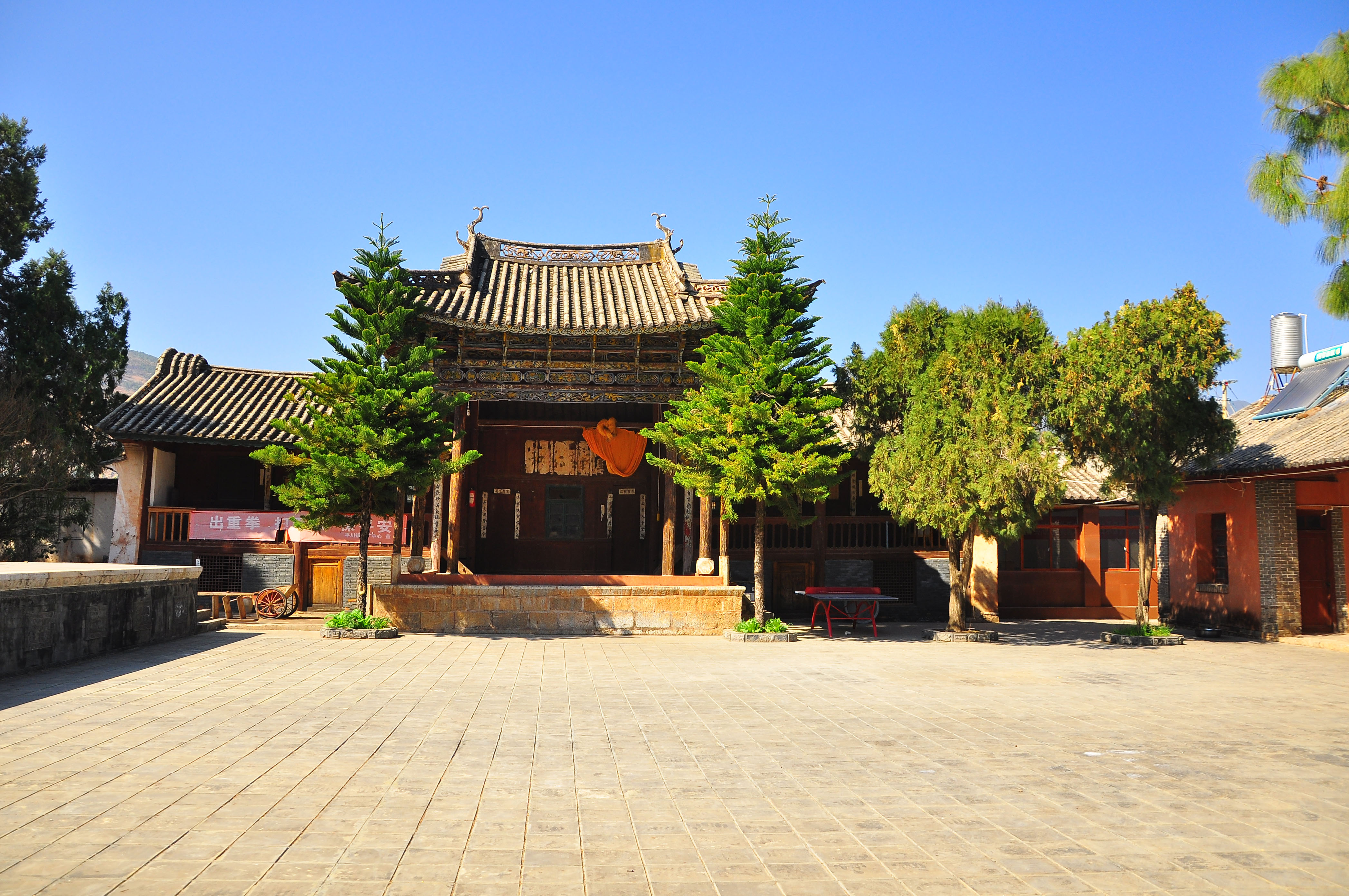
西院戏台
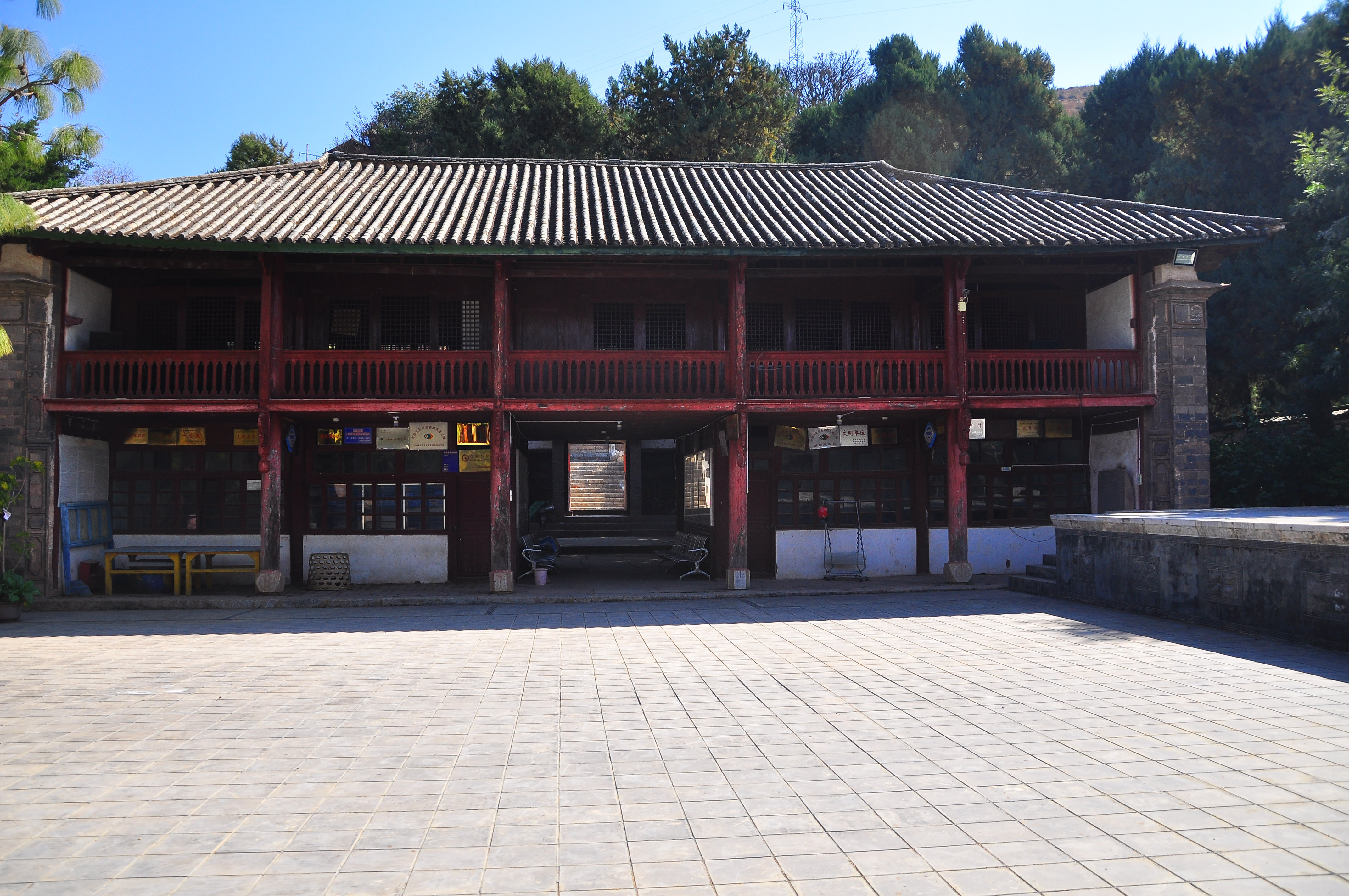
西院戏棚